# Bella Hadid
Isabella Khairiah Hadid(Washington, 9 de outubro de 1996) é uma modelo norte-americana, de ascendência palestina e holandesa.

## Vida pessoal
Nascida em Washington, Bella Hadid é filha de Mohamed Hadid, um promotor imobiliário palestino, e Yolanda Hadid, modelo, personalidade de reality show e designer de interiores holandesa. Por meio de seu pai, Hadid afirma ser descendente de Daher Al Omer, príncipe de Nazaré e xeque da Galiléia.
Mohamed Hadid também era esquiador e participou dos Jogos Olímpicos de Inverno de 1992 nas cores da Jordânia.
Ela tem uma irmã mais velha, Gigi Hadid, e um irmão mais novo, Anwar Hadid. Ela também tem duas meias-irmãs mais velhas, Marielle e Alana Hadid, do primeiro casamento de seu pai com Mary Butler. Seus pais se divorciaram em 2000, quando ela tinha quatro anos.
Ela também pratica passeios a cavalo desde os três anos de idade, uma paixão que a mãe lhe transmitiu. Ela quase participou das Olimpíadas de 2016 no Rio, mas não pôde por causa da descoberta de sua doença de Lyme.
Bella estudou fotografia na prestigiada Parsons School for Design, em Nova York. Ela também trabalhou em um bar de smoothies orgânicos em Malibu.
Em outubro de 2015, foi revelado que Bella Hadid sofria da doença de Lyme, assim como sua mãe  (Yolanda Hadid) e seu irmão (Anwar Hadid), desde 2012.
Ela afirma ser muçulmana e desafia a proibição muçulmana de Donald Trump.
De abril de 2015 a novembro de 2016, Bella Hadid estava em um relacionamento com o cantor canadense The Weeknd. Eles voltaram a se reunir em abril de 2018, e depois se separaram novamente em agosto de 2019. Finalmente, o casal voltou a se reunir dois meses depois, em meados de outubro. Em 2021, teve um relacionamento com Marc Kalman, mas durou apenas alguns meses. Em 2024, anunciou um relacionamento com o caubói mexicano Adan Banuelos. 
Em 2014, ela foi presa pela polícia por dirigir sob a influência de álcool. Ela teve sua carteira de motorista retirada e  de liberdade condicional.
Em novembro de 2019, a modelo se comprometeu a plantar 600 árvores, a fim de compensar suas inúmeras viagens de avião devido à sua profissão.

## Carreira

### 2014-2015: Escalada profissional
Em 2014, Bella Hadid assinou um contrato com a agência de modelos IMG Models. Depois de aparecer na campanha publicitária de Balmain com sua irmã, Gigi Hadid, ela desfila por Tom Ford, Diane von Fürstenberg, Tommy Hilfiger e Jeremy Scott.
Em dezembro de 2014, Bella estava na capa da Jalouse Magazine e fez parte do Love Advent da Love Magazine.
Em setembro de 2015, ela desfilou para Marc Jacobs durante a New York Parade Week, Topshop, Burberry e Giles Deacon durante a Semana de Moda de Londres e Philipp Plein, Moschino, Missoni e Bottega Veneta durante a Semana da Moda de Milão. Ela posa na capa da revista Seventeen, bem como em editoriais da Vogue Australia e Elle. Ela também é eleita a "Melhor revelação do ano" pelo site Models.com.
Em dezembro de 2015, Bella Hadid desfilou pela primeira vez para a Chanel durante o desfile “Métiers d'Art” em Roma.

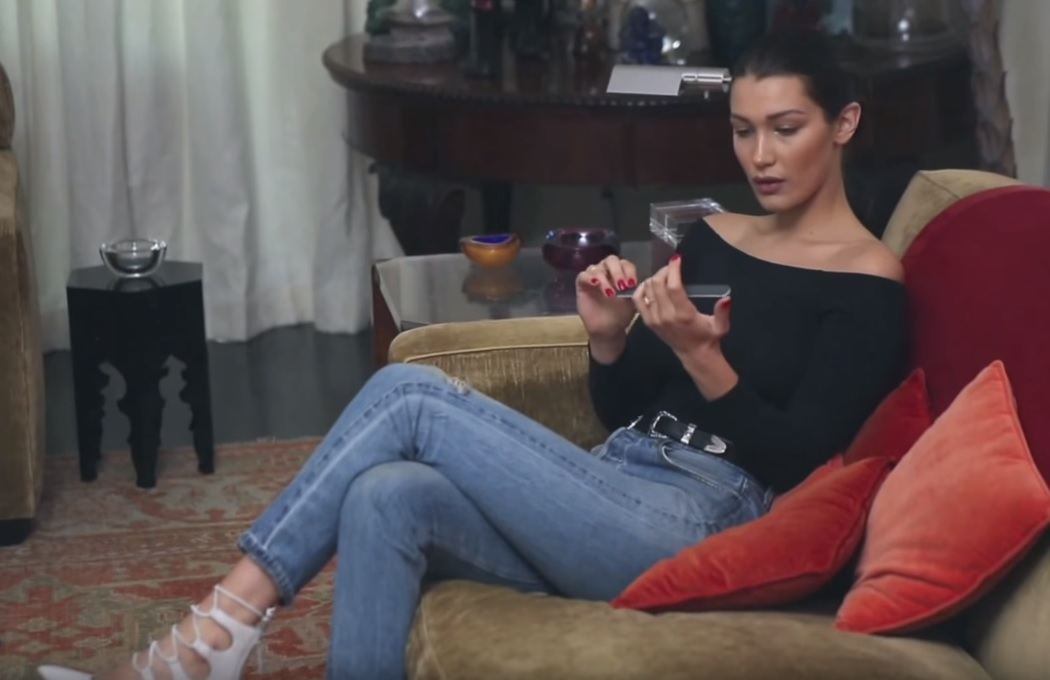
Bella Hadid em um evento em 2015.

Em 2015, ela fez a capa de 11 revistas, incluindo V Magazine (com sua irmã Gigi), S Moda, Teen Vogue, Editorialista. Ela também aparece novamente no Love Advent da Love Magazine. Bella Hadid é o rosto da campanha Balmain no outono de 2015, ao lado de sua irmã Gigi Hadid, da marca Topshop, mas também da PINK, uma subsidiária da Victoria's Secret. Também aparece nas campanhas de Ralph Lauren, denominadas "Denim & Supply" e Look's da Samsung, cujos editoriais combinam tecnologia e moda.
No final de 2015, ela foi nomeada por modèle.com Melhor Revelação do Ano (mulher).

### 2016-2019
Em maio, Bella fez sua primeira capa da Vogue para a edição turca da revista. Em setembro, Bella posou para três capas da revista Vogue (Japão, Itália e Paris). Bella Hadid posa na capa da revista Vogue Paris ao lado de Taylor Hill.
Bella Hadid é o rosto das campanhas de Marc Jacobs 'My America', da coleção Topshop Denim e da coleção Misha Gold. Ela também faz parte da campanha internacional Calvin Klein F / W 2016, ao lado de Kate Moss e da campanha F / W de JW Andreson.
Em 31 de maio, foi anunciado que a modelo se tornou o novo rosto da Dior Makeup e criou uma série de vídeos chamada Dior Makeup Live com Bella Hadid. Ela está em parceria com a marca Chromo Hearts, criando uma coleção que será apresentada em 2017. Em 2019, Bella anuncia outra colaboração com a marca.
Em novembro de 2016, ela desfilou pela primeira vez na Victoria's Secret em Paris.
Em 2016, o modelo está muito presente nos desfiles de moda de muitas marcas de pronto-a-vestir. Além disso, Bella ganhou o prêmio de Modelo do Ano no Fashion Los Angeles Daily Awards e no GQ Men of The Year Awards. Em dezembro, recebeu o nome de models.com Mannequin of the Year e Social Media Star (pelos leitores do site) e ganhou o prêmio Mannequin of the Year (por pessoas do setor).
Novamente, faz parte do Calendário do Advento do Amor.
Em janeiro de 2017, Bella Hadid desfilou para casas de alta costura como Chanel, Alexandre Vauthier e Givenchy. No mês seguinte, ela desfilou para Tommy Hilfiger durante o TommyxGigi, colaboração entre sua irmã e a marca. Durante a temporada de 2017, o modelo desfilou para 17 marcas, incluindo Michael Kors, Anna Sui, Fendi, Versace e Oscar de la Renta. Ela aparece no livro Look de Alexandre Vauthier.

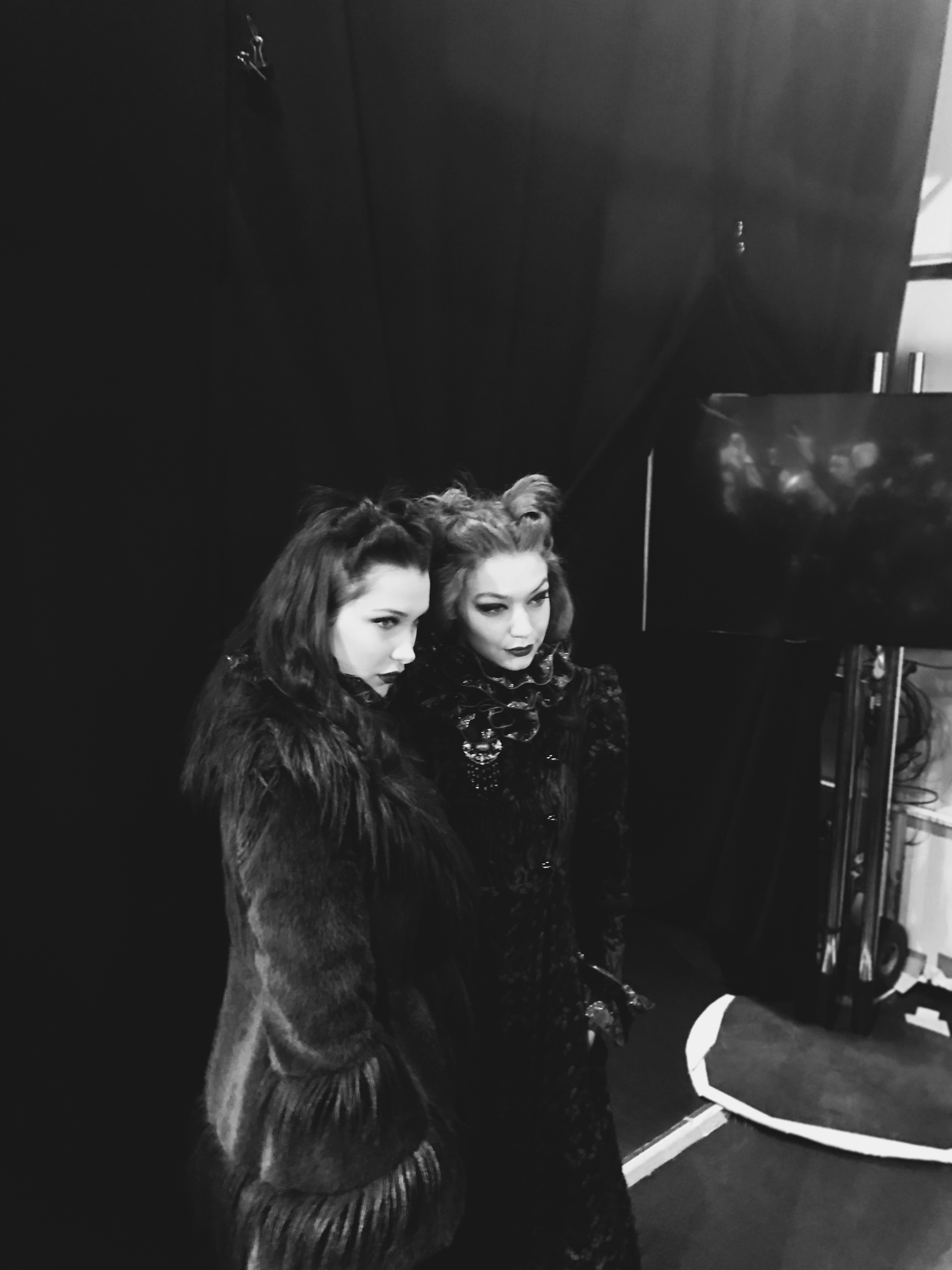
Gigi e Bella Hadid no desfile de Anna Sui em 2017.

Durante o Festival de Cinema de Cannes, ela desfilou para a caridade Fashion for Relief, dirigida por Naomi Campbell.
Em abril, ela fez sua primeira capa da Vogue do ano na edição chinesa. Em setembro, Bella quebrou o recorde de maior número de capas da revista Vogue com duração de um mês, contando 5 capas em setembro de 2017 (China, Espanha, Brasil, Austalia e Arábia). EUA, França), tornou-se uma das primeiras a aparecer na capa de Super ELLE China e Harpers Bazaar (China).
Em 2017, as duas irmãs Hadid são o rosto das campanhas de S / S de Fendi e Moschino. Bella se torna o rosto de Zadig e Voltaire, ao lado de seu irmão, antes de aparecer nas campanhas de DKNY, TAG Heuer e joias Boghossian. Ela também faz as campanhas primavera-verão da marca Ochirly e da coleção de cápsulas ZaynxVersus.
Ela está fazendo sua primeira campanha publicitária para a Dior Makeup com o rímel "Pump N 'Volume". Ela também se tornou o rosto da marca esportiva Nike, particularmente o basquete OG Cortez. Como embaixadora da marca de jóias de luxo Bulgari, ela empresta seus traços à fragrância Goldea Roman Night e à coleção Serpiniti. Além de todas essas parcerias, ela é o rosto da campanha de Max Mara e Penshoppe. Para os anúncios da temporada de 2017, ela aparece ao lado de Miles MicMilian para Giuseppe Zanotti, Justin Grossman para NARS Cosmetics e Kendall Jenner para Ochirly.
No final do ano, ela desfilou pela segunda vez no desfile da Victoria's Secret em Xangai. Finalmente, Bella Hadid foi nomeada para o British Fashion Awards como Modelo do Ano.
Em agosto de 2019, é anunciado que Bella Hadid fará parte da nova campanha da marca Missoni para a campanha de outono do ano 2019-2020.
Em outubro de 2019, ela foi eleita a mulher mais bonita do mundo, de acordo com o estudo do cirurgião plástico Julian Da Silva.